# 2007–2008-as UEFA-bajnokok ligája (selejtezők)
A 2007–2008-as UEFA-bajnokok ligája selejtezőit három fordulóban bonyolították le 2007. július 17. és szeptember 3. között. A selejtezőben 60 csapat vett részt.

## 1. selejtezőkör
Az 1. selejtezőkör párosításainak győztesei a 2. selejtezőkörbe jutottak, a vesztesek kiestek.

### Párosítások
| 1. csapat        | Össz.Tooltip Aggregate score | 2. csapat      | 1. mérk. | 2. mérk.   |
| ---------------- | ---------------------------- | -------------- | -------- | ---------- |
| Xəzər Lənkəran   | 2–4                          | Dinamo Zagreb  | 1–1      | 1–3 (h.u.) |
| APÓEL            | 2–3                          | BATE Bariszav  | 2–0      | 0–3 (h.u.) |
| Sheriff Tiraspol | 5–0                          | Rànger’s       | 2–0      | 3–0        |
| FH               | 4–1                          | HB Tórshavn    | 4–1      | 0–0        |
| The New Saints   | 4–4 (i.g.)                   | FK Ventspils   | 3–2      | 1–2        |
| FK Pobeda        | 0–1                          | Levadia        | 0–1      | 0–0        |
| Olimpi Rusztavi  | 0–3                          | Asztana FK     | 0–0      | 0–3        |
| Zeta             | 5–4                          | FBK Kaunas     | 3–1      | 2–3        |
| SS Murata        | 1–4                          | Tampere United | 1–2      | 0–2        |
| F91 Dudelange    | 5–7                          | MŠK Žilina     | 1–2      | 4–5        |
| Linfield         | 0–1                          | Elfsborg       | 0–0      | 0–1        |
| Derry City FC    | 0–2                          | Pjunik         | 0–0      | 0–2        |
| Marsaxlokk FC    | 1–9                          | FK Sarajevo    | 0–6      | 1–3        |
| NK Domžale       | 3–1                          | KF Tirana      | 1–0      | 2–1        |

### 1. mérkőzések
Az időpontok közép-európai nyári idő szerint értendők.
| 2007. július 17. 13:15 |

| Olimpi Rusztavi | 0–0         | Asztana FK |
| --------------- | ----------- | ---------- |
|                 | Jegyzőkönyv |            |

| Poladi Stadium, Rusztavi Játékvezető: Marcin Borski (lengyel) |

| 2007. július 17. 15:00 |

| Xəzər Lənkəran | 1–1               | Dinamo Zagreb |
| -------------- | ----------------- | ------------- |
| Ramazanov 58'  | (0–0) Jegyzőkönyv | Etto 63'      |

| Tofiq Bahramov Stadium, Baku Játékvezető: Meir Levi (izraeli) |

| 2007. július 17. 19:00 |

| APÓEL                   | 2–0               | BATE Bariszav |
| ----------------------- | ----------------- | ------------- |
| Michael 42' Machlas 61' | (1–0) Jegyzőkönyv |               |

| GSP Stadium, Nicosia Nézőszám: 10 971 Játékvezető: Olivier Thual (francia) |

| 2007. július 17. 20:30 |

| Zeta                                                | 3–1               | FBK Kaunas        |
| --------------------------------------------------- | ----------------- | ----------------- |
| Korać 34' (11-esből) Tumbasević 36' Stjepanović 59' | (2–0) Jegyzőkönyv | Kvaratskhelia 68' |

| City Stadium, Podgorica Játékvezető: Bjorn Kuipers (holland) |

| 2007. július 17. 20:45 |

| Linfield | 0–0         | Elfsborg |
| -------- | ----------- | -------- |
|          | Jegyzőkönyv |          |

| Windsor Park, Belfast Játékvezető: Paolo Tagliavento (olasz) |

| 2007. július 17. 21:00 |

| SS Murata  | 1–2               | Tampere United |
| ---------- | ----------------- | -------------- |
| Protti 43' | (1–0) Jegyzőkönyv | Niemi 68' 88'  |

| Stadio Olimpico, Serravalle Játékvezető: Alekszandar Sztavrev (macedón) |

| 2007. július 17. 21:30 |

| The New Saints                | 3–2               | FK Ventspils   |
| ----------------------------- | ----------------- | -------------- |
| Wilde 14' Baker 54' Hogan 90' | (1–1) Jegyzőkönyv | Rimkus 26' 89' |

| Latham Park, Newtown Játékvezető: Joseph Attard (máltai) |

| 2007. július 18. 17:00 |

| FK Pobeda | 0–1               | Levadia  |
| --------- | ----------------- | -------- |
|           | (0–0) Jegyzőkönyv | Nahk 53' |

| Goce Delčev Stadium, Prilep Játékvezető: Karen Nalbandyan (örmény) |

| 2007. július 18. 18:00 |

| Sheriff Tiraspol           | 2–0               | Rànger’s |
| -------------------------- | ----------------- | -------- |
| Kuchuk 45+' Gorodetski 79' | (0–0) Jegyzőkönyv |          |

| Sheriff Stadium, Tiraspol Játékvezető: Vad István (magyar) |

| 2007. július 18. 19:00 |

| F91 Dudelange               | 1–2               | MŠK Žilina                     |
| --------------------------- | ----------------- | ------------------------------ |
| Di Gregorio 45+' (11-esből) | (0–0) Jegyzőkönyv | Jež 48' (11-esből) Lietava 73' |

| Stade Jos Nosbaum, Dudelange Játékvezető: Alexander Gonchar (orosz) |

| 2007. július 18. 20:00 |

| Marsaxlokk FC | 0–6               | FK Sarajevo                                         |
| ------------- | ----------------- | --------------------------------------------------- |
|               | (0–4) Jegyzőkönyv | Raščić 5' 9' Obuća 20' 65' Maksimović 42' Bučan 87' |

| Nemzeti Stadion, Ta’ Qali Játékvezető: Mario Vlk (szlovák) |

| 2007. július 18. 20:15 |

| NK Domžale   | 1–0               | KF Tirana |
| ------------ | ----------------- | --------- |
| Janković 44' | (1–0) Jegyzőkönyv |           |

| Sports Park, Domžale Játékvezető: Martin Atkinson (angol) |

| 2007. július 18. 21:45 |

| Derry City FC | 0–0         | Pjunik |
| ------------- | ----------- | ------ |
|               | Jegyzőkönyv |        |

| Brandywell Stadium, Londonderry Játékvezető: Stelios Trifonos (ciprusi) |

| 2007. július 18. 22:00 |

| FH                                              | 4–1               | HB Tórshavn         |
| ----------------------------------------------- | ----------------- | ------------------- |
| Bjarnason 14' Vilhjálmsson 16' 58' Ólafsson 52' | (2–1) Jegyzőkönyv | Nielsen 44' (öngól) |

| Kaplakriki, Hafnarfjörður Játékvezető: Alan Black (északír) |

### 2. mérkőzések
| 2007. július 24. 13:30 |

| Asztana FK                                  | 3–0               | Olimpi Rusztavi |
| ------------------------------------------- | ----------------- | --------------- |
| Kuchma 12' Tlekhugov 55' Zhalmagambetov 84' | (1–0) Jegyzőkönyv |                 |

| Central Stadium, Kostanay Játékvezető: Veaceslav Banari (moldáv) |

| 2007. július 24. 18:00 |

| BATE Bariszav                            | 3–0 (h. u.)                 | APÓEL |
| ---------------------------------------- | --------------------------- | ----- |
| Stasevich 14' Platonaw 74' Bliznyuk 104' | (1–0, 2–0, 3–0) Jegyzőkönyv |       |

| Haradzki Stadium, Bariszav Nézőszám: 4500 Játékvezető: William Collum (skót) |

| 2007. július 24. 18:00 |

| Rànger’s | 0–3               | Sheriff Tiraspol                  |
| -------- | ----------------- | --------------------------------- |
|          | (0–0) Jegyzőkönyv | Balima 68' Kajkut 77' Suvorov 89' |

| Estadi Comunal d'Andorra la Vella, Andorra la Vella Játékvezető: Fariz Yusifov (azeri) |

| 2007. július 24. 19:00 |

| FBK Kaunas                                    | 3–2               | Zeta                         |
| --------------------------------------------- | ----------------- | ---------------------------- |
| Beniušis 6' Kvaratskhelia 16' Kšanavičius 20' | (3–1) Jegyzőkönyv | Stjepanović 34' Ćetković 89' |

| Darius and Girėnas Stadium, Kaunas Játékvezető: Richard Havrilla (szlovák) |

| 2007. július 24. 20:00 |

| FK Sarajevo                       | 3–1               | Marsaxlokk FC |
| --------------------------------- | ----------------- | ------------- |
| Mešić 42' Šaraba 60' Turković 76' | (1–0) Jegyzőkönyv | Frendo 65'    |

| Asim Ferhatović Hase Stadium, Szarajevó Játékvezető: Stanislav Todorov (bolgár) |

| 2007. július 24. 20:15 |

| Dinamo Zagreb                         | 3–1 (h. u.)                 | Xəzər Lənkəran |
| ------------------------------------- | --------------------------- | -------------- |
| Vugrinec 56' Mandžukić 99' Tadić 116' | (0–1, 1–1, 2–1) Jegyzőkönyv | Juninho 16'    |

| Maksimir Stadion, Zágráb Játékvezető: Bernardino González Vázquez (spanyol) |

| 2007. július 25. 17:00 |

| FK Ventspils           | 2–1               | The New Saints |
| ---------------------- | ----------------- | -------------- |
| Ndeki 17' Kačanovs 53' | (1–0) Jegyzőkönyv | Naylor 90+2'   |

| Olimpiskais Stadions, Ventspils Játékvezető: Johannes Valgeirsson (izlandi) |

| 2007. július 25. 17:00 |

| Pjunik                      | 2–0               | Derry City FC |
| --------------------------- | ----------------- | ------------- |
| Avetisyan 28' Ghazaryan 67' | (1–0) Jegyzőkönyv |               |

| Republican Stadium, Jereván Játékvezető: Robert Krajnc (szlovén) |

| 2007. július 25. 17:30 |

| Levadia | 0–0         | FK Pobeda |
| ------- | ----------- | --------- |
|         | Jegyzőkönyv |           |

| Kadrioru Stadium, Tallinn Játékvezető: Fábián Mihály (magyar) |

| 2007. július 25. 18:00 |

| Tampere United        | 2–0               | SS Murata |
| --------------------- | ----------------- | --------- |
| Petrescu 7' Niemi 21' | (2–0) Jegyzőkönyv |           |

| Ratina Stadion, Tampere Játékvezető: Luc Wilmes (luxemburgi) |

| 2007. július 25. 19:00 |

| Elfsborg        | 1–0               | Linfield |
| --------------- | ----------------- | -------- |
| M. Svensson 32' | (1–0) Jegyzőkönyv |          |

| Borås Arena, Borås Játékvezető: Felix Brych (német) |

| 2007. július 25. 20:00 |

| HB Tórshavn | 0–0         | FH |
| ----------- | ----------- | -- |
|             | Jegyzőkönyv |    |

| Tórsvøllur, Tórshavn Játékvezető: Petteri Kari (finn) |

| 2007. július 25. 20:00 |

| MŠK Žilina                                       | 5–4               | F91 Dudelange                                       |
| ------------------------------------------------ | ----------------- | --------------------------------------------------- |
| Devátý 8' Lietava 11' Štyvar 29' 75' Vomáčka 66' | (3–1) Jegyzőkönyv | Di Gregorio 40' Hammami 49' Guthleber 71' Lukić 82' |

| Štadión pod Dubňom, Zsolna Játékvezető: Paolo Paraty da Silva (portugál) |

| 2007. július 25. 20:30 |

| KF Tirana   | 1–2               | NK Domžale          |
| ----------- | ----------------- | ------------------- |
| K. Duro 74' | (0–1) Jegyzőkönyv | Ljubijankič 30' 77' |

| Qemal Stafa Stadium, Tirana Játékvezető: Mechalis Germanakos (görög) |

## 2. selejtezőkör
A 2. selejtezőkör párosításainak győztesei a 3. selejtezőkörbe jutottak, a vesztesek kiestek.

### Párosítások
| 1. csapat      | Össz.Tooltip Aggregate score | 2. csapat         | 1. mérk. | 2. mérk.   |
| -------------- | ---------------------------- | ----------------- | -------- | ---------- |
| Pjunik         | 1–4                          | Sahtar Doneck     | 0–2      | 1–2        |
| Crvena zvezda  | 2–2 (i.g.)                   | Levadia           | 1–0      | 1–2        |
| Rangers        | 3–0                          | Zeta              | 2–0      | 1–0        |
| Debreceni VSC  | 0–1                          | Elfsborg          | 0–1      | 0–0        |
| Zagłębie Lubin | 1–3                          | Steaua București  | 0–1      | 1–2        |
| KRC Genk       | 2–2 (i.g.)                   | FK Sarajevo       | 1–2      | 1–0        |
| FK Ventspils   | 0–7                          | Red Bull Salzburg | 0–3      | 0–4        |
| Asztana FK     | 2–10                         | Rosenborg         | 1–3      | 1–7        |
| FH             | 2–4                          | BATE Bariszav     | 1–3      | 1–1        |
| FC København   | 2–1                          | Beitar Jerusalem  | 1–0      | 1–1 (h.u.) |
| MŠK Žilina     | 0–0 (t. 3–4)                 | Slavia Praha      | 0–0      | 0–0 (h.u.) |
| Tampere United | 2–0                          | Levszki Szofija   | 1–0      | 1–0        |
| NK Domžale     | 2–5                          | Dinamo Zagreb     | 1–2      | 1–3        |
| Beşiktaş JK    | 4–0                          | Sheriff Tiraspol  | 1–0      | 3–0        |

### 1. mérkőzések
| 2007. július 31. 17:00 |

| Pjunik | 0–2               | Sahtar Doneck           |
| ------ | ----------------- | ----------------------- |
|        | (0–1) Jegyzőkönyv | Gladkiy 45' Brandão 48' |

| Republican Stadium, Jereván Játékvezető: Stefan Messner (osztrák) |

| 2007. július 31. 18:00 |

| Tampere United | 1–0               | Levszki Szofija |
| -------------- | ----------------- | --------------- |
| Petrescu 15'   | (1–0) Jegyzőkönyv |                 |

| Ratina Stadion, Tampere Játékvezető: Dougie McDonald (skót) |

| 2007. július 31. 20:15 |

| FC København | 1–0               | Beitar Jerusalem |
| ------------ | ----------------- | ---------------- |
| Allbäck 9'   | (1–0) Jegyzőkönyv |                  |

| Parken Stadion, Koppenhága Játékvezető: Eduardo Iturralde González (spanyol) |

| 2007. július 31. 20:30 |

| KRC Genk     | 1–2               | FK Sarajevo                |
| ------------ | ----------------- | -------------------------- |
| Cornelis 28' | (1–1) Jegyzőkönyv | Raščić 15' Muharemović 86' |

| Cristal Arena, Genk Játékvezető: Igor Egorov (orosz) |

| 2007. július 31. 20:45 |

| Debreceni VSC | 0–1               | Elfsborg    |
| ------------- | ----------------- | ----------- |
|               | (0–0) Jegyzőkönyv | Mobaeck 65' |

| Stadion Oláh Gábor Út, Debrecen Játékvezető: Sten Kaldma (észt) |

| 2007. július 31. 20:45 |

| Zagłębie Lubin | 0–1               | Steaua București |
| -------------- | ----------------- | ---------------- |
|                | (0–0) Jegyzőkönyv | Goian 55'        |

| Stadion Zagłębia, Lubin Játékvezető: Selçuk Dereli (török) |

| 2007. július 31. 21:05 |

| Rangers                | 2–0               | Zeta |
| ---------------------- | ----------------- | ---- |
| Weir 55' McCulloch 73' | (0–0) Jegyzőkönyv |      |

| Ibrox Stadium, Glasgow Játékvezető: Georgios Kasnaferis (görög) |

| 2007. augusztus 1. 15:00 |

| Asztana FK | 1–3               | Rosenborg               |
| ---------- | ----------------- | ----------------------- |
| Kuchna 30' | (1–1) Jegyzőkönyv | Koné 6' 67' Iversen 63' |

| Central Stadium, Kostanay Játékvezető: Serge Gumienny (belga) |

| 2007. augusztus 1. 18:00 |

| FK Ventspils | 0–3               | Red Bull Salzburg                |
| ------------ | ----------------- | -------------------------------- |
|              | (0–2) Jegyzőkönyv | Aufhauser 20' 27' 83' (11-esből) |

| Skonto stadion, Riga Játékvezető: Ruud Bossen (holland) |

| 2007. augusztus 1. 20:00 |

| Beşiktaş JK         | 1–0               | Sheriff Tiraspol |
| ------------------- | ----------------- | ---------------- |
| İbrahim Toraman 73' | (0–0) Jegyzőkönyv |                  |

| BJK İnönü Stadium, Isztambul Játékvezető: Peter Sippel (német) |

| 2007. augusztus 1. 20:00 |

| MŠK Žilina | 0–0         | Slavia Praha |
| ---------- | ----------- | ------------ |
|            | Jegyzőkönyv |              |

| Štadión pod Dubňom, Zsolna Játékvezető: Martin Ingvarsson (svéd) |

| 2007. augusztus 1. 20:15 |

| Crvena zvezda | 1–0               | Levadia |
| ------------- | ----------------- | ------- |
| Koroman 35'   | (1–0) Jegyzőkönyv |         |

| Red Star Stadium, Belgrád Játékvezető: Bernhard Brugger (osztrák) |

| 2007. augusztus 1. 20:30 |

| NK Domžale | 1–2               | Dinamo Zagreb                   |
| ---------- | ----------------- | ------------------------------- |
| Žeželj 87' | (0–1) Jegyzőkönyv | Šokota 7' Modrić 50' (11-esből) |

| Sports Park, Domžale Játékvezető: Thomas Einwaller (osztrák) |

| 2007. augusztus 1. 21:00 |

| FH          | 1–3               | BATE Bariszav                              |
| ----------- | ----------------- | ------------------------------------------ |
| Ólafsson 4' | (1–1) Jegyzőkönyv | Likhtarovich 31' Rodionov 50' Bliznyuk 61' |

| Kaplakriki, Hafnarfjörður Játékvezető: Jacek Granat (lengyel) |

### 2. mérkőzések
| 2007. augusztus 7. 19:30 |

| Levszki Szofija | 0–1               | Tampere United |
| --------------- | ----------------- | -------------- |
|                 | (0–1) Jegyzőkönyv | Niemi 40'      |

| Vasil Levski National Stadium, Szófia Játékvezető: Thorsten Kinhöfer (német) |

| 2007. augusztus 7. 20:05 |

| Zeta | 0–1               | Rangers     |
| ---- | ----------------- | ----------- |
|      | (0–0) Jegyzőkönyv | Beasley 81' |

| City Stadium, Podgorica Játékvezető: Paolo Dondarini (olasz) |

| 2007. augusztus 7. 20:15 |

| Dinamo Zagreb                       | 3–1               | NK Domžale |
| ----------------------------------- | ----------------- | ---------- |
| Vukojević 18' Šokota 22' Sammir 60' | (2–1) Jegyzőkönyv | Zahora 27' |

| Maksimir Stadion, Zágráb Játékvezető: Johan Verbist (belga) |

| 2007. augusztus 7. 20:15 |

| Beitar Jerusalem | 1–1 (h. u.)                 | FC København |
| ---------------- | --------------------------- | ------------ |
| Yitzhaki 60'     | (0–0, 1–0, 1–1) Jegyzőkönyv | Allbäck 97'  |

| Teddy Stadium, Jerusalem Játékvezető: Nicola Rizzoli (olasz) |

| 2007. augusztus 8. 17:00 |

| Levadia            | 2–1               | Crvena zvezda  |
| ------------------ | ----------------- | -------------- |
| Malov 43' Nahk 67' | (1–1) Jegyzőkönyv | Burzanović 37' |

| Kadrioru Stadium, Tallinn Játékvezető: Carlos Megía Dávila (spanyol) |

| 2007. augusztus 8. 18:00 |

| BATE Bariszav     | 1–1               | FH                            |
| ----------------- | ----------------- | ----------------------------- |
| D. Platonaw 90+3' | (0–1) Jegyzőkönyv | T. Guðmundsson 33' (11-esből) |

| Haradzki Stadium, Barysaw Játékvezető: Fritz Stuchlik (osztrák) |

| 2007. augusztus 8. 19:00 |

| Sahtar Doneck           | 2–1               | Pjunik        |
| ----------------------- | ----------------- | ------------- |
| Brandão 40' Gladkiy 49' | (1–1) Jegyzőkönyv | Ghazaryan 31' |

| RSC Olimpiyskiy, Doneck Játékvezető: João Lopes Ferreira (portugál) |

| 2007. augusztus 8. 19:00 |

| Elfsborg | 0–0         | Debreceni VSC |
| -------- | ----------- | ------------- |
|          | Jegyzőkönyv |               |

| Borås Arena, Borås Játékvezető: Claudio Circhetta (svájci) |

| 2007. augusztus 8. 19:00 |

| Sheriff Tiraspol | 0–3               | Beşiktaş JK            |
| ---------------- | ----------------- | ---------------------- |
|                  | (0–0) Jegyzőkönyv | Bobô 58' 69' Koray 90' |

| Sheriff Stadium, Tiraspol Játékvezető: Iain Brines (skót) |

| 2007. augusztus 8. 19:30 |

| Steaua București         | 2–1               | Zagłębie Lubin |
| ------------------------ | ----------------- | -------------- |
| Nicoliţă 37' Zaharia 83' | (1–1) Jegyzőkönyv | Stasiak 29'    |

| Steaua Stadion, Bukarest Játékvezető: Mark Clattenburg (angol) |

| 2007. augusztus 8. 19:30 |

| FK Sarajevo | 0–1               | KRC Genk    |
| ----------- | ----------------- | ----------- |
|             | (0–0) Jegyzőkönyv | Mikulić 58' |

| Asim Ferhatović Hase Stadium, Szarajevó Játékvezető: Alexandru Tudor (román) |

| 2007. augusztus 8. 20:30 |

| Red Bull Salzburg                             | 4–0               | FK Ventspils |
| --------------------------------------------- | ----------------- | ------------ |
| Aufhauser 9' Dudić 48' Ilić 77' Leitgeb 90+2' | (1–0) Jegyzőkönyv |              |

| Red Bull Arena, Salzburg Játékvezető: Espen Berntsen (norvég) |

| 2007. augusztus 8. 20:45 |

| Rosenborg                                            | 7–1               | Asztana FK  |
| ---------------------------------------------------- | ----------------- | ----------- |
| Koné 1' 33' Iversen 7' Traoré 17' 50' 53' Sapara 62' | (4–1) Jegyzőkönyv | Suchkov 22' |

| Lerkendal Stadion, Trondheim Játékvezető: Mark Courtney (északír) |

| 2007. augusztus 8. 20:45 |

| Slavia Praha                              | 0–0 (h. u.) | MŠK Žilina                               |
| ----------------------------------------- | ----------- | ---------------------------------------- |
|                                           | Jegyzőkönyv |                                          |
| Büntetőpárbaj                             |             |                                          |
| Volešák Tavares Krajčík Suchý Necid Vlček | 4–3         | Štrba Štyvar Jež Vladavić Devátý Vomáčka |

| Stadion Evžena Rošického, Prága Játékvezető: Duarte Gomes (portugál) |

## 3. selejtezőkör
A 3. selejtezőkör párosításainak győztesei a csoportkörbe jutottak, a vesztesek az UEFA-kupa első fordulójába kerültek.

### Párosítások
| 1. csapat         | Össz.Tooltip Aggregate score | 2. csapat        | 1. mérk. | 2. mérk.   |
| ----------------- | ---------------------------- | ---------------- | -------- | ---------- |
| BATE Bariszav     | 2–4                          | Steaua București | 2–2      | 0–2        |
| Tampere United    | 0–5                          | Rosenborg        | 0–3      | 0–2        |
| Szpartak Moszkva  | 2–2 (t. 3–4)                 | Celtic           | 1–1      | 1–1 (h.u.) |
| Werder Bremen     | 5–3                          | Dinamo Zagreb    | 2–1      | 3–2        |
| Red Bull Salzburg | 2–3                          | Sahtar Doneck    | 1–0      | 1–3        |
| Ajax              | 1–3                          | Slavia Praha     | 0–1      | 1–2        |
| Valencia CF       | 5–1                          | Elfsborg         | 3–0      | 2–1        |
| FK Sarajevo       | 0–4                          | Dinamo Kijiv     | 0–1      | 0–3        |
| Fenerbahçe SK     | 3–0                          | Anderlecht       | 1–0      | 2–0        |
| Rangers           | 1–0                          | Crvena zvezda    | 1–0      | 0–0        |
| Toulouse FC       | 0–5                          | Liverpool FC     | 0–1      | 0–4        |
| Benfica           | 3–1                          | FC København     | 2–1      | 1–0        |
| Lazio             | 4–2                          | Dinamo București | 1–1      | 3–1        |
| Sparta Praha      | 0–5                          | Arsenal          | 0–2      | 0–3        |
| FC Zürich         | 1–3                          | Beşiktaş JK      | 1–1      | 0–2        |
| Sevilla FC        | 6–1                          | AÉK              | 2–0      | 4–1        |

### 1. mérkőzések
| 2007. augusztus 14. 20:45 |

| Lazio         | 1–1               | Dinamo București |
| ------------- | ----------------- | ---------------- |
| Mutarelli 54' | (0–1) Jegyzőkönyv | Dănciulescu 22'  |

| Olimpiai Stadion, Róma Játékvezető: Tom Henning Øvrebø (norvég) |

| 2007. augusztus 14. 21:00 |

| Rangers  | 1–0               | Crvena zvezda |
| -------- | ----------------- | ------------- |
| Novo 90' | (0–0) Jegyzőkönyv |               |

| Ibrox Stadium, Glasgow Játékvezető: Martin Hansson (svéd) |

| 2007. augusztus 14. 21:15 |

| Benfica           | 2–1               | FC København   |
| ----------------- | ----------------- | -------------- |
| Rui Costa 25' 85' | (1–1) Jegyzőkönyv | Hutchinson 35' |

| Estádio da Luz, Lisszabon Játékvezető: Kassai Viktor (magyar) |

| 2007. augusztus 14. 22:00 |

| Valencia CF                        | 3–0               | Elfsborg |
| ---------------------------------- | ----------------- | -------- |
| Vicente 6' Silva 58' Morientes 70' | (1–0) Jegyzőkönyv |          |

| Mestalla Stadium, Valencia Nézőszám: 45 000 Játékvezető: Robert Małek (lengyel) |

| 2007. augusztus 15. 16:30 |

| Toulouse FC | 0–1               | Liverpool FC |
| ----------- | ----------------- | ------------ |
|             | (0–1) Jegyzőkönyv | Voronin 43'  |

| Stadium Municipal, Toulouse Nézőszám: 30 380 Játékvezető: Kyros Vassaras (görög) |

| 2007. augusztus 15. 18:00 |

| Tampere United | 0–3               | Rosenborg                 |
| -------------- | ----------------- | ------------------------- |
|                | (0–2) Jegyzőkönyv | Koppinen 19' Koné 20' 81' |

| Ratina Stadion, Tampere Játékvezető: Pedro Proença (portugál) |

| 2007. augusztus 15. 18:00 |

| Szpartak Moszkva | 1–1               | Celtic      |
| ---------------- | ----------------- | ----------- |
| Pavlyuchenko 42' | (1–1) Jegyzőkönyv | Hartley 21' |

| Luzsnyiki Stadion, Moszkva Játékvezető: Herbert Fandel (német) |

| 2007. augusztus 15. 19:00 |

| BATE Bariszav              | 2–2               | Steaua București   |
| -------------------------- | ----------------- | ------------------ |
| Radzkow 39' Bliznyuk 90+2' | (1–0) Jegyzőkönyv | Goian 58' Dică 54' |

| Haradzki Stadium, Bariszav Játékvezető: Matteo Trefoloni (olasz) |

| 2007. augusztus 15. 20:00 |

| FK Sarajevo | 0–1               | Dinamo Kijiv  |
| ----------- | ----------------- | ------------- |
|             | (0–1) Jegyzőkönyv | Shatskikh 13' |

| Asim Ferhatović Hase Stadium, Szarajevó Játékvezető: Alon Yefet (izraeli) |

| 2007. augusztus 15. 20:00 |

| Fenerbahçe SK | 1–0               | Anderlecht |
| ------------- | ----------------- | ---------- |
| Alex 32'      | (1–0) Jegyzőkönyv |            |

| Şükrü Saracoğlu Stadion, Isztambul Játékvezető: Howard Webb (angol) |

| 2007. augusztus 15. 20:15 |

| FC Zürich      | 1–1               | Beşiktaş JK |
| -------------- | ----------------- | ----------- |
| Alphonse 90+7' | (0–1) Jegyzőkönyv | Delgado 3'  |

| Hardturm, Zürich Játékvezető: Mike Riley (angol) |

| 2007. augusztus 15. 20:30 |

| Werder Bremen          | 2–1               | Dinamo Zagreb |
| ---------------------- | ----------------- | ------------- |
| Almeida 46' Jensen 85' | (0–1) Jegyzőkönyv | Balaban 45+1' |

| Weserstadion, Bréma Játékvezető: Alberto Undiano Mallenco (spanyol) |

| 2007. augusztus 15. 20:30 |

| Red Bull Salzburg      | 1–0               | Sahtar Doneck |
| ---------------------- | ----------------- | ------------- |
| Zickler 10' (11-esből) | (1–0) Jegyzőkönyv |               |

| Red Bull Arena, Salzburg Játékvezető: Damir Skomina (szlovén) |

| 2007. augusztus 15. 20:30 |

| Ajax | 0–1               | Slavia Praha            |
| ---- | ----------------- | ----------------------- |
|      | (0–0) Jegyzőkönyv | Kalivoda 75' (11-esből) |

| Amsterdam Arena, Amszterdam Játékvezető: Florian Meyer (német) |

| 2007. augusztus 15. 20:45 |

| Sparta Praha | 0–2               | Arsenal                 |
| ------------ | ----------------- | ----------------------- |
|              | (0–0) Jegyzőkönyv | Fàbregas 72' Hleb 90+2' |

| Letná Stadium, Prága Játékvezető: Luis Medina Cantalejo (spanyol) |

| 2007. augusztus 15. 20:45 |

| Sevilla                      | 2–0               | AÉK |
| ---------------------------- | ----------------- | --- |
| Luís Fabiano 48' Kanouté 67' | (0–0) Jegyzőkönyv |     |

| Ramón Sánchez Pizjuán Stadium, Sevilla Nézőszám: 46 000 Játékvezető: Ľuboš Micheľ (szlovák) |

### 2. mérkőzések
| 2007. augusztus 28. 20:00 |

| Crvena zvezda | 0–0         | Rangers |
| ------------- | ----------- | ------- |
|               | Jegyzőkönyv |         |

| Red Star Stadium, Belgrád Játékvezető: Lucílio Batista (portugál) |

| 2007. augusztus 28. 21:00 |

| Dinamo București | 1–3               | Lazio                                |
| ---------------- | ----------------- | ------------------------------------ |
| Bratu 27'        | (1–0) Jegyzőkönyv | Rocchi 47' (11-esből) 66' Pandev 53' |

| Stadionul Naţional, Bukarest Játékvezető: Manuel Mejuto González (spanyol) |

| 2007. augusztus 28. 21:05 |

| Liverpool FC                         | 4–0               | Toulouse FC |
| ------------------------------------ | ----------------- | ----------- |
| Crouch 19' Hyypiä 49' Kuyt 87' 90+1' | (1–0) Jegyzőkönyv |             |

| Anfield, Liverpool Nézőszám: 43 118 Játékvezető: Wolfgang Stark (német) |

| 2007. augusztus 29. 18:00 |

| Sahtar Doneck                                    | 3–1               | Red Bull Salzburg |
| ------------------------------------------------ | ----------------- | ----------------- |
| Lucarelli 9' Castillo 79' (11-esből) Brandão 87' | (1–1) Jegyzőkönyv | Meyer 5'          |

| RSC Olimpiyskiy, Doneck Játékvezető: Laurent Duhamel (francia) |

| 2007. augusztus 29. 18:00 |

| Dinamo Kijiv                                              | 3–0               | FK Sarajevo |
| --------------------------------------------------------- | ----------------- | ----------- |
| Bangoura 3' Milošević 75' (öngól) Rebrov 90+2' (11-esből) | (1–0) Jegyzőkönyv |             |

| Valerij Lobanovszkij Stadion, Kijev Játékvezető: Stuart Dougal (skót) |

| 2007. augusztus 29. 19:15 |

| Beşiktaş JK     | 2–0               | FC Zürich |
| --------------- | ----------------- | --------- |
| Delgado 56' 64' | (0–0) Jegyzőkönyv |           |

| BJK İnönü Stadium, Isztambul Játékvezető: Peter Fröjdfeldt (svéd) |

| 2007. augusztus 29. 19:30 |

| Steaua București      | 2–0               | BATE Bariszav |
| --------------------- | ----------------- | ------------- |
| Zaharia 12' Neaga 54' | (1–0) Jegyzőkönyv |               |

| Steaua Stadion, Bukarest Játékvezető: Pieter Vink (holland) |

| 2007. augusztus 29. 20:30 |

| Dinamo Zagreb                       | 2–3               | Werder Bremen                                  |
| ----------------------------------- | ----------------- | ---------------------------------------------- |
| Vukojević 21' Modrić 40' (11-esből) | (2–2) Jegyzőkönyv | Diego 15' (11-esből) 70' (11-esből) Sanogo 38' |

| Maksimir Stadion, Zágráb Játékvezető: Terje Hauge (norvég) |

| 2007. augusztus 29. 20:30 |

| Slavia Praha  | 2–1               | Ajax       |
| ------------- | ----------------- | ---------- |
| Vlček 23' 87' | (1–1) Jegyzőkönyv | Suárez 34' |

| Stadion Evžena Rošického, Prága Játékvezető: Claus Bo Larsen (dán) |

| 2007. augusztus 29. 20:30 |

| Anderlecht | 0–2               | Fenerbahçe SK      |
| ---------- | ----------------- | ------------------ |
|            | (0–1) Jegyzőkönyv | Kežman 4' Alex 73' |

| Constant Vanden Stock Stadium, Anderlecht Játékvezető: Massimo Busacca (svájci) |

| 2007. augusztus 29. 20:45 |

| Celtic                                                    | 1–1                         | Szpartak Moszkva                              |
| --------------------------------------------------------- | --------------------------- | --------------------------------------------- |
| McDonald 27'                                              | (1–1, 1–1, 1–1) Jegyzőkönyv | Pavlyuchenko 45'                              |
| Büntetőpárbaj                                             |                             |                                               |
| Caldwell Nakamura Vennegoor of Hesselink Riordan Żurawski | 4–3                         | Mozart Tyitov Pavlyuchenko Şoavă Kalynychenko |

| Celtic Park, Glasgow Játékvezető: Roberto Rosetti (olasz) |

| 2007. augusztus 29. 20:45 |

| Elfsborg          | 1–2               | Valencia CF           |
| ----------------- | ----------------- | --------------------- |
| Alexandersson 31' | (1–1) Jegyzőkönyv | Helguera 4' Villa 90' |

| Borås Arena, Borås Nézőszám: 13 148 Játékvezető: Yuri Baskakov (orosz) |

| 2007. augusztus 29. 20:45 |

| FC København | 0–1               | Benfica         |
| ------------ | ----------------- | --------------- |
|              | (0–1) Jegyzőkönyv | Katsouranis 17' |

| Parken Stadion, Koppenhága Játékvezető: Eric Braamhaar (holland) |

| 2007. augusztus 29. 21:05 |

| Arsenal                             | 3–0               | Sparta Praha |
| ----------------------------------- | ----------------- | ------------ |
| Rosický 7' Fàbregas 82' Eduardo 89' | (1–0) Jegyzőkönyv |              |

| Emirates Stadium, London Játékvezető: Frank De Bleeckere (belga) |

| 2007. augusztus 29. 21:40 |

| Rosenborg               | 2–0               | Tampere United |
| ----------------------- | ----------------- | -------------- |
| Sapara 45' Konan Ya 48' | (1–0) Jegyzőkönyv |                |

| Lerkendal Stadion, Trondheim Játékvezető: Alain Hamer (luxemburgi) |

| 2007. szeptember 3. 20:45 |

| AÉK                    | 1–4               | Sevilla FC                                              |
| ---------------------- | ----------------- | ------------------------------------------------------- |
| Rivaldo 82' (11-esből) | (0–3) Jegyzőkönyv | Luís Fabiano 31' (11-esből) 45' Keita 40' Kerzhakov 53' |

| Olimpiai Stadion, Athén Nézőszám: 37 800 Játékvezető: Paul Allaerts (belga) |